# KNVB Beker 2017/18 (vrouwen)
De 38e editie van de KNVB Beker voor vrouwen ging op 2 september 2017 van start met de groepsfase en eindigde op 2 juni 2018 met de finale. In de achtste finale stroomden de Eredivisie-teams in en begon tevens de knock-outfase. De finale ging tussen dezelfde finalisten als vorig seizoen. Landskampioen AFC Ajax won opnieuw van PSV door doelpunten van Stefanie van der Gragt, Inessa Kaagman en een eigen doelpunt van Kristina Erman. Het doelpunt van Vanessa Susanna was te weinig om Ajax opnieuw van de dubbel af te houden.

## Landelijke beker
Opzet
Deze editie van de KNVB Beker voor vrouwen begon met de groepsfase van tweeëntwintig poules. Vanaf de eerste tussenronde volgde de knock-outfase.

### Deelnemers
Er nemen dit seizoen 97 teams deel. Negen clubs uit de Eredivisie, 86 amateurteams uit de landelijke competities in de Topklasse, Hoofdklasse en Eerste klasse en twee CTO-teams.
| N | Competitie            | Clubs                 | Clubs                   | Clubs                      | Clubs                   |
| - | --------------------- | --------------------- | ----------------------- | -------------------------- | ----------------------- |
| 1 | Eredivisie            | Achilles '29          | ADO Den Haag            | Ajax                       | VV Alkmaar              |
| 1 | Eredivisie            | Excelsior/Barendrecht | sc Heerenveen           | PSV                        | PEC Zwolle              |
| 1 | Eredivisie            | FC Twente             |                         |                            |                         |
| 2 | Topklasse             | Jong ADO Den Haag     | Jong VV Alkmaar         | BVV Barendrecht            | SC Buitenveldert        |
| 2 | Topklasse             | DTS Ede               | EVV Eindhoven AV        | Jong PEC Zwolle            | RCL                     |
| 2 | Topklasse             | Vv SSS                | SV Saestum              | Ter Leede                  | ASV Wartburgia          |
| 3 | Hoofdklasse zaterdag  | Be Quick '28          | VV Heerenveen           | Heerenveense Boys          | VV IJzendijke           |
| 3 | Hoofdklasse zaterdag  | SC Klarenbeek         | Odysseus '91            | RVVH                       | VV Reiger Boys          |
| 3 | Hoofdklasse zaterdag  | FC Rijnvogels         | SteDoCo                 | Ter Leede II               | VIOD                    |
| 3 | Hoofdklasse zondag    | SC 't Zand            | VV Bavel                | SC Buitenveldert II        | VV Eldenia              |
| 3 | Hoofdklasse zondag    | Fortuna '54           | FC Gelre                | RKSV Nuenen                | RKSV Prinses Irene      |
| 3 | Hoofdklasse zondag    | Vv Rigtersbleek       | Vv Trekvogels           | SV Venray                  | SC Woezik               |
| 4 | Eerste klasse Groep A | SC 't Gooi            | BVV Barendrecht II      | Be Quick '28 II            | CVV Berkel              |
| 4 | Eerste klasse Groep A | RKVV DSS              | IJFC                    | Oranje Nassau Groningen II | RVVH II                 |
| 4 | Eerste klasse Groep A | SV Saestum II         | SV Smerdiek             | Sporting '70               | ASV Wartburgia II       |
| 4 | Eerste klasse Groep B | ACV                   | ASC '62                 | AZSV                       | HTC                     |
| 4 | Eerste klasse Groep B | VV Hollandscheveld    | GSVV The Knickerbockers | ONS Sneek                  | Oranje Nassau Groningen |
| 4 | Eerste klasse Groep B | SC Stiens             | VIOD II                 | VV Vitesse '63             | VV de Weide             |
| 4 | Eerste klasse Groep C | Alcmaria Victrix      | FC Berghuizen           | SC Buitenveldert III       | VV De Blokkers          |
| 4 | Eerste klasse Groep C | RKSV De Zweef         | VV Hoogland             | VV Kolping Boys            | VV Maarssen             |
| 4 | Eerste klasse Groep C | RKDEO                 | SDO Bussum              | VDZ                        | Victoria Boys           |
| 4 | Eerste klasse Groep C | VV Witkampers         |                         |                            |                         |
| 4 | Eerste klasse Groep D | VV Amstenrade         | VV Baronie              | RKSV Bekkerveld            | VV DSE                  |
| 4 | Eerste klasse Groep D | DVC'26                | VV Eldenia II           | HRC '14                    | VV Nijnsel              |
| 4 | Eerste klasse Groep D | VV Nooit Gedacht      | OVV '67                 | RKVV Schijf                | SV Someren              |
| 4 | Eerste klasse Groep D | Venlosche Boys        |                         |                            |                         |
| – | CTO                   | CTO Amsterdam         | CTO Eindhoven           |                            |                         |

Legenda
| Kleur | Resultaat                           |
| ----- | ----------------------------------- |
|       | Winnaar                             |
|       | Verliezend finalist                 |
|       | Uitgeschakeld in de halve finales   |
|       | Uitgeschakeld in de kwartfinales    |
|       | Uitgeschakeld in de achtste finales |
|       | Uitgeschakeld in de 2e ronde        |
|       | Uitgeschakeld in de 1e ronde        |
|       | Uitgeschakeld in de tussenronde     |
|       | Uitgeschakeld in de groepsfase      |

### Speeldata
| Ronde             | Speeldata              |
| Groepsfase        | Groepsfase             |
| ----------------- | ---------------------- |
| Speeldag 1        | 2, 3 en 5 september    |
| Speeldag 2        | 9 en 10 september      |
| Speeldag 3        | 16 en 17 september     |
| Knock-out systeem |                        |
| Tussenronde       | 21 en 22 oktober       |
| 1e ronde          | 16 en 17 december      |
| 2e ronde          | 20/21 of 27/28 januari |
| Achtste finales   | 10/11 maart            |
| Kwartfinales      | 13/14 april            |
| Halve finales     | 29 april               |
| Finale            | 1 juni 2018            |

### Wedstrijden

#### Groepsfase
Legenda
| # | Reden                                        |
| - | -------------------------------------------- |
|   | Heeft zich geplaatst voor de volgende ronde. |

Groep 1
| # | Club            | Wedstrijden | Wedstrijden | Wedstrijden | Wedstrijden | Doelpunten | Doelpunten | Doelpunten | Punten |
| - | --------------- | ----------- | ----------- | ----------- | ----------- | ---------- | ---------- | ---------- | ------ |
| # | Club            | G           | W           | G           | V           | V          | T          | Saldo      | Punten |
| 1 | RVVH            | 3           | 3           | 0           | 0           | 8          | 1          | +7         | 9      |
| 2 | RKVV DSS        | 3           | 2           | 0           | 1           | 6          | 4          | +2         | 6      |
| 3 | BVV Barendrecht | 3           | 1           | 0           | 2           | 3          | 7          | −4         | 3      |
| 4 | IJFC            | 3           | 0           | 0           | 0           | 2          | 7          | −5         | 0      |

Groep 2
| # | Club                       | Wedstrijden | Wedstrijden | Wedstrijden | Wedstrijden | Doelpunten | Doelpunten | Doelpunten | Punten |
| - | -------------------------- | ----------- | ----------- | ----------- | ----------- | ---------- | ---------- | ---------- | ------ |
| # | Club                       | G           | W           | G           | V           | V          | T          | Saldo      | Punten |
| 1 | SC Buitenveldert           | 3           | 2           | 1           | 0           | 17         | 3          | +14        | 7      |
| 2 | VV Reiger Boys             | 3           | 2           | 0           | 1           | 6          | 8          | +2         | 6      |
| 3 | Be Quick '28 II            | 3           | 1           | 1           | 1           | 3          | 3          | 0          | 4      |
| 4 | Oranje Nassau Groningen II | 3           | 0           | 0           | 3           | 3          | 15         | −12        | 0      |

Groep 3
| # | Club               | Wedstrijden | Wedstrijden | Wedstrijden | Wedstrijden | Doelpunten | Doelpunten | Doelpunten | Punten |
| - | ------------------ | ----------- | ----------- | ----------- | ----------- | ---------- | ---------- | ---------- | ------ |
| # | Club               | G           | W           | G           | V           | V          | T          | Saldo      | Punten |
| 1 | DTS Ede            | 3           | 2           | 1           | 0           | 17         | 1          | +16        | 7      |
| 2 | VV Heerenveen      | 3           | 2           | 1           | 0           | 7          | 1          | +6         | 7      |
| 3 | ACV                | 3           | 1           | 0           | 2           | 2          | 10         | −8         | 3      |
| 4 | VV Hollandscheveld | 3           | 0           | 0           | 3           | 0          | 14         | −14        | 0      |

Groep 4
| # | Club               | Wedstrijden | Wedstrijden | Wedstrijden | Wedstrijden | Doelpunten | Doelpunten | Doelpunten | Punten |
| - | ------------------ | ----------- | ----------- | ----------- | ----------- | ---------- | ---------- | ---------- | ------ |
| # | Club               | G           | W           | G           | V           | V          | T          | Saldo      | Punten |
| 1 | EVV Eindhoven AV   | 2           | 1           | 1           | 0           | 8          | 2          | +6         | 4      |
| 2 | CVV Berkel         | 2           | 1           | 0           | 1           | 6          | 9          | −3         | 3      |
| 3 | VV IJzendijke      | 2           | 0           | 1           | 1           | 3          | 6          | −3         | 1      |
| 4 | BVV Barendrecht II | 0           | 0           | 0           | 0           | 0          | 0          | 0          | 0      |

Groep 5
| # | Club              | Wedstrijden | Wedstrijden | Wedstrijden | Wedstrijden | Doelpunten | Doelpunten | Doelpunten | Punten |
| - | ----------------- | ----------- | ----------- | ----------- | ----------- | ---------- | ---------- | ---------- | ------ |
| # | Club              | G           | W           | G           | V           | V          | T          | Saldo      | Punten |
| 1 | Jong ADO Den Haag | 3           | 2           | 1           | 0           | 14         | 0          | +14        | 7      |
| 2 | ASC '62           | 3           | 2           | 0           | 1           | 6          | 7          | −1         | 6      |
| 3 | Odysseus '91      | 3           | 1           | 1           | 1           | 4          | 4          | 0          | 4      |
| 4 | AZSV              | 3           | 0           | 0           | 0           | 3          | 16         | −13        | 0      |

Groep 6
| # | Club                    | Wedstrijden | Wedstrijden | Wedstrijden | Wedstrijden | Doelpunten | Doelpunten | Doelpunten | Punten |
| - | ----------------------- | ----------- | ----------- | ----------- | ----------- | ---------- | ---------- | ---------- | ------ |
| # | Club                    | G           | W           | G           | V           | V          | T          | Saldo      | Punten |
| 1 | Jong PEC Zwolle         | 3           | 3           | 0           | 0           | 27         | 0          | +27        | 9      |
| 2 | GSVV The Knickerbockers | 3           | 2           | 0           | 1           | 5          | 10         | −5         | 6      |
| 3 | VIOD                    | 2           | 0           | 0           | 2           | 1          | 4          | −3         | 0      |
| 4 | VV de Weide             | 2           | 0           | 0           | 2           | 2          | 21         | −19        | 0      |

Groep 7
| # | Club          | Wedstrijden | Wedstrijden | Wedstrijden | Wedstrijden | Doelpunten | Doelpunten | Doelpunten | Punten |
| - | ------------- | ----------- | ----------- | ----------- | ----------- | ---------- | ---------- | ---------- | ------ |
| # | Club          | G           | W           | G           | V           | V          | T          | Saldo      | Punten |
| 1 | FC Rijnvogels | 3           | 3           | 0           | 0           | 12         | 2          | +10        | 9      |
| 2 | RCL           | 2           | 1           | 0           | 1           | 4          | 5          | −1         | 3      |
| 3 | SV Saestum II | 2           | 1           | 0           | 1           | 4          | 5          | −1         | 3      |
| 4 | SC 't Gooi    | 3           | 0           | 0           | 3           | 8          | 14         | −8         | 0      |

Groep 8
| # | Club           | Wedstrijden | Wedstrijden | Wedstrijden | Wedstrijden | Doelpunten | Doelpunten | Doelpunten | Punten |
| - | -------------- | ----------- | ----------- | ----------- | ----------- | ---------- | ---------- | ---------- | ------ |
| # | Club           | G           | W           | G           | V           | V          | T          | Saldo      | Punten |
| 1 | SV Saestum     | 3           | 3           | 0           | 0           | 23         | 1          | +22        | 9      |
| 2 | Be Quick '28   | 3           | 2           | 0           | 1           | 10         | 8          | +2         | 6      |
| 3 | VV Vitesse '63 | 3           | 0           | 1           | 2           | 2          | 13         | −11        | 1      |
| 4 | HTC            | 3           | 0           | 1           | 2           | 1          | 14         | −13        | 1      |

Groep 9
| # | Club              | Wedstrijden | Wedstrijden | Wedstrijden | Wedstrijden | Doelpunten | Doelpunten | Doelpunten | Punten |
| - | ----------------- | ----------- | ----------- | ----------- | ----------- | ---------- | ---------- | ---------- | ------ |
| # | Club              | G           | W           | G           | V           | V          | T          | Saldo      | Punten |
| 1 | Vv SSS            | 3           | 1           | 2           | 0           | 6          | 5          | +1         | 5      |
| 2 | ASV Wartburgia II | 3           | 1           | 1           | 1           | 6          | 6          | 0          | 4      |
| 3 | Ter Leede II      | 3           | 1           | 1           | 1           | 4          | 4          | 0          | 4      |
| 4 | Sporting '70      | 3           | 0           | 2           | 1           | 3          | 4          | −1         | 2      |

Groep 10
| # | Club        | Wedstrijden | Wedstrijden | Wedstrijden | Wedstrijden | Doelpunten | Doelpunten | Doelpunten | Punten |
| - | ----------- | ----------- | ----------- | ----------- | ----------- | ---------- | ---------- | ---------- | ------ |
| # | Club        | G           | W           | G           | V           | V          | T          | Saldo      | Punten |
| 1 | Ter Leede   | 2           | 2           | 0           | 0           | 12         | 0          | +12        | 6      |
| 2 | SteDoCo     | 3           | 2           | 0           | 1           | 9          | 4          | 5          | 6      |
| 3 | RVVH II     | 3           | 1           | 0           | 2           | 4          | 15         | −11        | 3      |
| 4 | SV Smerdiek | 2           | 0           | 0           | 2           | 2          | 8          | −6         | 0      |

Groep 11
| # | Club                    | Wedstrijden | Wedstrijden | Wedstrijden | Wedstrijden | Doelpunten | Doelpunten | Doelpunten | Punten |
| - | ----------------------- | ----------- | ----------- | ----------- | ----------- | ---------- | ---------- | ---------- | ------ |
| # | Club                    | G           | W           | G           | V           | V          | T          | Saldo      | Punten |
| 1 | Oranje Nassau Groningen | 3           | 3           | 0           | 0           | 11         | 2          | +9         | 9      |
| 2 | Jong VV Alkmaar         | 3           | 1           | 0           | 2           | 5          | 4          | +1         | 3      |
| 3 | ONS Sneek               | 3           | 1           | 0           | 2           | 6          | 11         | −5         | 3      |
| 4 | Heerenveense Boys       | 3           | 1           | 0           | 2           | 5          | 10         | −5         | 3      |

Groep 12
| # | Club           | Wedstrijden | Wedstrijden | Wedstrijden | Wedstrijden | Doelpunten | Doelpunten | Doelpunten | Punten |
| - | -------------- | ----------- | ----------- | ----------- | ----------- | ---------- | ---------- | ---------- | ------ |
| # | Club           | G           | W           | G           | V           | V          | T          | Saldo      | Punten |
| 1 | ASV Wartburgia | 3           | 3           | 0           | 0           | 18         | 2          | +16        | 9      |
| 2 | SC Stiens      | 3           | 2           | 0           | 1           | 4          | 4          | 0          | 6      |
| 3 | VIOD II        | 3           | 1           | 0           | 2           | 3          | 13         | −10        | 3      |
| 4 | SC Klarenbeek  | 3           | 0           | 0           | 3           | 0          | 6          | −6         | 0      |

Groep 13
| # | Club             | Wedstrijden | Wedstrijden | Wedstrijden | Wedstrijden | Doelpunten | Doelpunten | Doelpunten | Punten |
| - | ---------------- | ----------- | ----------- | ----------- | ----------- | ---------- | ---------- | ---------- | ------ |
| # | Club             | G           | W           | G           | V           | V          | T          | Saldo      | Punten |
| 1 | Fortuna '54      | 2           | 2           | 0           | 0           | 9          | 2          | +7         | 6      |
| 2 | SV Venray        | 2           | 1           | 0           | 1           | 9          | 7          | +2         | 3      |
| 3 | VV Nooit Gedacht | 2           | 0           | 0           | 2           | 4          | 13         | −9         | 0      |
| 4 | Venlosche Boys   | 0           | 0           | 0           | 0           | 0          | 0          | 0          | 0      |

Groep 14
| # | Club        | Wedstrijden | Wedstrijden | Wedstrijden | Wedstrijden | Doelpunten | Doelpunten | Doelpunten | Punten |
| - | ----------- | ----------- | ----------- | ----------- | ----------- | ---------- | ---------- | ---------- | ------ |
| # | Club        | G           | W           | G           | V           | V          | T          | Saldo      | Punten |
| 1 | VV Bavel    | 3           | 3           | 0           | 0           | 36         | 1          | +35        | 9      |
| 2 | OVV '67     | 3           | 2           | 0           | 1           | 7          | 9          | −2         | 6      |
| 3 | RKVV Schijf | 3           | 1           | 0           | 2           | 4          | 17         | −13        | 3      |
| 4 | VV Baronie  | 3           | 0           | 0           | 3           | 1          | 21         | −20        | 0      |

Groep 15
| # | Club                | Wedstrijden | Wedstrijden | Wedstrijden | Wedstrijden | Doelpunten | Doelpunten | Doelpunten | Punten |
| - | ------------------- | ----------- | ----------- | ----------- | ----------- | ---------- | ---------- | ---------- | ------ |
| # | Club                | G           | W           | G           | V           | V          | T          | Saldo      | Punten |
| 1 | CTO Amsterdam       | 3           | 3           | 0           | 0           | 16         | 0          | +16        | 9      |
| 2 | SC Buitenveldert II | 3           | 2           | 0           | 1           | 7          | 6          | +1         | 6      |
| 3 | VV De Blokkers      | 3           | 1           | 0           | 2           | 1          | 4          | −3         | 3      |
| 4 | Alcmaria Victrix    | 3           | 0           | 0           | 3           | 3          | 17         | −14        | 0      |

Groep 16
| # | Club                 | Wedstrijden | Wedstrijden | Wedstrijden | Wedstrijden | Doelpunten | Doelpunten | Doelpunten | Punten |
| - | -------------------- | ----------- | ----------- | ----------- | ----------- | ---------- | ---------- | ---------- | ------ |
| # | Club                 | G           | W           | G           | V           | V          | T          | Saldo      | Punten |
| 1 | VV Eldenia           | 2           | 2           | 0           | 0           | 9          | 3          | +6         | 6      |
| 2 | SC Buitenveldert III | 3           | 2           | 0           | 1           | 7          | 8          | −1         | 6      |
| 3 | DVC'26               | 3           | 1           | 0           | 2           | 6          | 9          | −3         | 3      |
| 4 | VV Kolping Boys      | 2           | 0           | 0           | 2           | 1          | 3          | −2         | 0      |

Groep 17
| # | Club            | Wedstrijden | Wedstrijden | Wedstrijden | Wedstrijden | Doelpunten | Doelpunten | Doelpunten | Punten |
| - | --------------- | ----------- | ----------- | ----------- | ----------- | ---------- | ---------- | ---------- | ------ |
| # | Club            | G           | W           | G           | V           | V          | T          | Saldo      | Punten |
| 1 | Vv Rigtersbleek | 3           | 3           | 0           | 0           | 11         | 0          | +11        | 9      |
| 2 | VV Witkampers   | 3           | 2           | 0           | 1           | 7          | 7          | 0          | 6      |
| 3 | FC Berghuizen   | 2           | 0           | 0           | 2           | 1          | 6          | −5         | 0      |
| 4 | RKSV De Zweef   | 2           | 0           | 0           | 2           | 2          | 8          | −6         | 0      |

Groep 18
| # | Club          | Wedstrijden | Wedstrijden | Wedstrijden | Wedstrijden | Doelpunten | Doelpunten | Doelpunten | Punten |
| - | ------------- | ----------- | ----------- | ----------- | ----------- | ---------- | ---------- | ---------- | ------ |
| # | Club          | G           | W           | G           | V           | V          | T          | Saldo      | Punten |
| 1 | SC Woezik     | 3           | 2           | 1           | 0           | 7          | 2          | +5         | 7      |
| 2 | Vv Trekvogels | 3           | 2           | 0           | 1           | 6          | 3          | +3         | 6      |
| 3 | SDO Bussum    | 3           | 0           | 2           | 1           | 2          | 6          | −4         | 2      |
| 4 | VV Hoogland   | 3           | 0           | 1           | 2           | 1          | 5          | −4         | 1      |

Groep 19
| # | Club        | Wedstrijden | Wedstrijden | Wedstrijden | Wedstrijden | Doelpunten | Doelpunten | Doelpunten | Punten |
| - | ----------- | ----------- | ----------- | ----------- | ----------- | ---------- | ---------- | ---------- | ------ |
| # | Club        | G           | W           | G           | V           | V          | T          | Saldo      | Punten |
| 1 | SC 't Zand  | 3           | 3           | 0           | 0           | 12         | 1          | +11        | 9      |
| 2 | VV Maarssen | 3           | 2           | 0           | 1           | 6          | 7          | −1         | 6      |
| 3 | VV DSE      | 3           | 1           | 0           | 2           | 7          | 6          | +1         | 3      |
| 4 | RKDEO       | 3           | 0           | 0           | 3           | 0          | 11         | −11        | 0      |

Groep 20
| # | Club            | Wedstrijden | Wedstrijden | Wedstrijden | Wedstrijden | Doelpunten | Doelpunten | Doelpunten | Punten |
| - | --------------- | ----------- | ----------- | ----------- | ----------- | ---------- | ---------- | ---------- | ------ |
| # | Club            | G           | W           | G           | V           | V          | T          | Saldo      | Punten |
| 1 | VV Amstenrade   | 2           | 2           | 0           | 0           | 6          | 1          | +5         | 6      |
| 2 | RKSV Nuenen     | 2           | 0           | 1           | 1           | 1          | 2          | −1         | 1      |
| 3 | VV Nijnsel      | 2           | 0           | 1           | 1           | 2          | 6          | −4         | 1      |
| 4 | RKSV Bekkerveld | 0           | 0           | 0           | 0           | 0          | 0          | 0          | 0      |

Groep 21
| # | Club          | Wedstrijden | Wedstrijden | Wedstrijden | Wedstrijden | Doelpunten | Doelpunten | Doelpunten | Punten |
| - | ------------- | ----------- | ----------- | ----------- | ----------- | ---------- | ---------- | ---------- | ------ |
| # | Club          | G           | W           | G           | V           | V          | T          | Saldo      | Punten |
| 1 | Victoria Boys | 3           | 3           | 0           | 0           | 12         | 5          | +7         | 9      |
| 2 | FC Gelre      | 3           | 2           | 0           | 1           | 14         | 4          | +10        | 6      |
| 3 | VDZ           | 3           | 1           | 0           | 2           | 3          | 11         | −8         | 3      |
| 4 | VV Eldenia II | 3           | 0           | 0           | 3           | 2          | 11         | −9         | 0      |

Groep 22
| # | Club               | Wedstrijden | Wedstrijden | Wedstrijden | Wedstrijden | Doelpunten | Doelpunten | Doelpunten | Punten |
| - | ------------------ | ----------- | ----------- | ----------- | ----------- | ---------- | ---------- | ---------- | ------ |
| # | Club               | G           | W           | G           | V           | V          | T          | Saldo      | Punten |
| 1 | CTO Eindhoven      | 3           | 3           | 0           | 0           | 35         | 2          | 0          | 9      |
| 2 | SV Someren         | 3           | 2           | 0           | 1           | 6          | 12         | −6         | 6      |
| 3 | RKSV Prinses Irene | 3           | 1           | 0           | 2           | 4          | 14         | −10        | 3      |
| 4 | HRC '14            | 3           | 0           | 0           | 3           | 2          | 19         | −17        | 0      |

#### Tussenronde
| Datum      | Team                                 | Uitslag | Team                           |
| ---------- | ------------------------------------ | ------- | ------------------------------ |
| 18 oktober | RCL (2)                              | 2 – 2   | ASV Wartburgia II (4) (w.n.s.) |
| 21 oktober | SV Saestum (2)                       | 11 – 0  | GSVV The Knickerbockers (4)    |
| 21 oktober | VV Heerenveen (3)                    | 5 – 2   | VV Eldenia (3)                 |
| 21 oktober | RKVV DSS (4)                         | 3 – 1   | SteDoCo (3)                    |
| 21 oktober | VV Reiger Boys (3)                   | 1 – 2   | Jong VV Alkmaar (2)            |
| 21 oktober | Oranje Nassau Groningen (4) (w.n.s.) | 1 – 1   | Vv SSS (2)                     |
| 21 oktober | SC 't Zand (3)                       | 1 – 0   | Be Quick '28 (3)               |
| 21 oktober | Vv Trekvogels (3) (w.n.s.)           | 2 – 2   | RVVH (3)                       |
| 21 oktober | SC Stiens (4)                        | 1 – 0   | SC Buitenveldert II (3)        |
| 21 oktober | ASC '62 (4)                          | 4 – 3   | VV Maarssen (4)                |
| 21 oktober | VV Bavel (3)                         | 1 – 2   | CVV Berkel (4)                 |
| 22 oktober | SC Buitenveldert III (4)             | 2 – 1   | VV Witkampers (4)              |
| 22 oktober | VV Rigtersbleek (3)*                 | B.N.O.  | VV Amstenrade (4)              |
| 22 oktober | OVV '67 (4)                          | 1 – 2   | SV Someren (4)                 |
| 22 oktober | FC Gelre (3)                         | 2 – 4   | SV Venray (3)                  |
| 22 oktober | RKSV Nuenen (3)                      | 2 – 6   | SC Woezik (3)                  |

#### Eerste ronde
| Datum       | Team                          | Uitslag | Team                     |
| ----------- | ----------------------------- | ------- | ------------------------ |
| 21 oktober  | FC Rijnvogels (3)             | 0 – 4   | ASV Wartburgia (2)       |
| 7 november  | Jong ADO Den Haag (2)         | 0 – 9   | CTO Eindhoven (–)        |
| 16 december | Jong VV Alkmaar (2)           | 6 – 0   | SC Buitenveldert III (4) |
| 16 december | SC Buitenveldert (2) (w.n.s.) | 1 – 1   | VV Heerenveen (3)        |
| 16 december | ASC '62 (4)                   | 1 – 5   | DTS Ede (2)              |
| 16 december | Jong PEC Zwolle (2)           | B.N.O.  | VV Rigtersbleek (3)      |
| 16 december | Oranje Nassau Groningen (4)   | 1 – 0   | RKVV DSS (4)             |
| 16 december | SC Stiens (4)                 | 0 – 3   | SC 't Zand (3)           |
| 16 december | CVV Berkel (4)                | 1 – 2   | Ter Leede (2)            |
| 16 december | CTO Amsterdam (–)             | B.N.O.  | SV Venray (3)            |
| 16 december | SC Woezik (3) (w.n.s.)        | 2 – 2   | EVV Eindhoven AV (2)     |
| 17 december | Fortuna '54 (3)               | 1 – 0   | Vv Trekvogels (3)        |
| 17 december | SV Someren (4)                | 3 – 2   | Victoria Boys (4)        |
| 20 januari  | ASV Wartburgia II (4)         | 0 – 6   | SV Saestum (2)           |

#### Tweede ronde
| Datum       | Team                        | Uitslag | Team                    |
| ----------- | --------------------------- | ------- | ----------------------- |
| 27 januari  | CTO Eindhoven (–)           | 3 – 0   | Jong PEC Zwolle (2)     |
| 27 januari  | Fortuna '54 (3)             | 0 – 11  | DTS Ede (2)             |
| 27 januari  | CTO Amsterdam (–)           | 10 – 0  | SV Someren (4)          |
| 28 januari  | SC Woezik (3)               | 2 – 2   | SC 't Zand (3) (w.n.s.) |
| 3 februari  | ASV Wartburgia (2) (w.n.s.) | 3 – 3   | Ter Leede (2)           |
| 24 februari | Oranje Nassau Groningen (4) | 1 – 2   | Jong VV Alkmaar (2)     |
| 6 maart     | SC Buitenveldert (2)        | 1 – 0   | SV Saestum (2)          |

#### Achtste finales
|                     |                          |         |                                                  |                               |
| 10 maart 2018 13.00 | ASV Wartburgia (2)       | 2 – 4   | ADO Den Haag (1)                                 | Sportpark Drieburg, Amsterdam |
| 10 maart 2018 13.00 | Onbekend 9' Onbekend 23' | Verslag | 18', 70', 89' Nadine Noordam 46' (e.d.) Onbekend | Sportpark Drieburg, Amsterdam |

|                     |                      |         |                         |                                    |
| 10 maart 2018 13.00 | SC Buitenveldert (2) | 1 – 2   | PSV (1)                 | Sportpark Buitenveldert, Amsterdam |
| 10 maart 2018 13.00 | Laura Kelderman      | Verslag | –', –' Vanity Lewerissa | Sportpark Buitenveldert, Amsterdam |

|                     |                                 |       |                           |                                 |
| 10 maart 2018 14.30 | Jong VV Alkmaar (2)             | 2 – 0 | Excelsior/Barendrecht (1) | Sportpark Robonsbosweg, Alkmaar |
| 10 maart 2018 14.30 | Rachel van Netten Sanne Koopman |       |                           | Sportpark Robonsbosweg, Alkmaar |

|                     |                   |                    |                      |                                 |
| 10 maart 2018 17.00 | CTO Eindhoven (–) | 1 – 1 (4 – 2 n.s.) | FC Twente (1)        | Genneper Sportparken, Eindhoven |
| 10 maart 2018 17.00 | Romée Leuchter    | Verslag            | Ashleigh van Weerden | Genneper Sportparken, Eindhoven |
| 10 maart 2018 17.00 | Strafschoppen     |                    |                      | Genneper Sportparken, Eindhoven |
| 10 maart 2018 17.00 | 4 – 2             |                    |                      | Genneper Sportparken, Eindhoven |

|                     |                      |         |                |                                    |
| 10 maart 2018 17.00 | sc Heerenveen (1)    | 2 – 0   | VV Alkmaar (1) | Sportpark Skoatterwâld, Heerenveen |
| 10 maart 2018 17.00 | Onbekend Fenna Kalma | Verslag |                | Sportpark Skoatterwâld, Heerenveen |

|                     |              |         | |                          |
| 10 maart 2018 18.00 | DTS Ede (2)  | 1 – 6   | AFC Ajax (1)                                                                                         | Sportpark Inschoten, Ede |
| 10 maart 2018 18.00 | Onbekend 80' | Verslag | 2', 26' Chantal de Ridder 42', 61' Inessa Kaagman 71' Marjolijn van den Bighelaar 79' Marlous Pieëte | Sportpark Inschoten, Ede |

|                     |                |          |                  |                                  |
| 11 maart 2018 14.30 | SC 't Zand (3) | 0 – 3    | Achilles '29 (1) | Sportpark Bijstervelden, Tilburg |
| 11 maart 2018 14.30 |                | Onbekend |                  | Sportpark Bijstervelden, Tilburg |

|                     |                                          |       |                 |                                   |
| 11 maart 2018 17.00 | CTO Amsterdam (–)                        | 2 – 1 | PEC Zwolle (1)  | Sportpark Olympiaplein, Amsterdam |
| 11 maart 2018 17.00 | Nikita Tromp 54' Samantha van Diemen 65' |       | 55' Abby Holmes | Sportpark Olympiaplein, Amsterdam |

#### Kwartfinales
|                     |                                        |         |                                                               |                                 |
| 13 april 2018 19.30 | Achilles '29 (1)                       | 2 – 4   | sc Heerenveen (1)                                             | Sportpark De Heikant, Groesbeek |
| 13 april 2018 19.30 | Yvette Derks –' (pen.) Sophie Cobussen | Verslag | Laura Strik Tiny Hoekstra Fenna Kalma Nathalie van der Heuvel | Sportpark De Heikant, Groesbeek |

|                     |                  |         |                                             |                              |
| 13 april 2018 19.30 | ADO Den Haag (1) | 0 – 2   | AFC Ajax (1)                                | Cars Jeans Stadion, Den Haag |
| 13 april 2018 19.30 |                  | Verslag | 51' Desiree van Lunteren 59' Inessa Kaagman | Cars Jeans Stadion, Den Haag |

|                     |                      |         |                   |                        |
| 13 april 2018 19.30 | PSV (1)              | 1 – 0   | CTO Amsterdam (–) | De Herdgang, Eindhoven |
| 13 april 2018 19.30 | Vanity Lewerissa 78' | Verslag |                   | De Herdgang, Eindhoven |

|                     |                       |       |                   |                                 |
| 14 april 2018 17.30 | Jong VV Alkmaar (2)   | 1 – 2 | CTO Eindhoven (–) | Sportpark Robonsbosweg, Alkmaar |
| 14 april 2018 17.30 | Anne-Fleur Duppen 88' |       | 22' 70'           | Sportpark Robonsbosweg, Alkmaar |

#### Halve finales
|                           |                   |         |                                           |                                    |
| 29 april 2018 14:30 UTC+1 | sc Heerenveen (1) | 0 – 1   | AFC Ajax (1)                              | Sportpark Skoatterwâld, Heerenveen |
| 29 april 2018 14:30 UTC+1 |                   | Verslag | 61' Desiree van Lunteren 90+5' Toni Payne | Sportpark Skoatterwâld, Heerenveen |

|                           |                                                        |         |                        |                        |
| 29 april 2018 14:30 UTC+1 | PSV (1)                                                | 3 – 1   | CTO Eindhoven (–)      | De Herdgang, Eindhoven |
| 29 april 2018 14:30 UTC+1 | Jeslynn Kuijpers 8' Lucie Akkerman 42' Zsofia Rácz 74' | verslag | 51' Isa van der Linden | De Herdgang, Eindhoven |

#### Finale
|                                     |                                                                         |                                                |                     |                                                                  |
| 2 juni 2018 19.30 Finale KNVB Beker | AFC Ajax                                                                | 3 – 1 (2 – 0)                                  | PSV                 | Sportpark De Westmaat, Spakenburg Scheidsrechter: Shona Shukrula |
| 2 juni 2018 19.30 Finale KNVB Beker | Stefanie van der Gragt 20' Inessa Kaagman 42' Kristina Erman 87' (e.d.) | Wedstrijdverslag AFC Ajax Wedstrijdverslag PSV | 63' Vanessa Susanna | Sportpark De Westmaat, Spakenburg Scheidsrechter: Shona Shukrula |

| Ajax | PSV |

| AFC Ajax       |    |                             |       |
|                |    |                             |       |
| DV             | 1  | Lize Kop                    |       |
| RB             | 5  | Davina Philtjens            |       |
| CV             | 3  | Stefanie van der Gragt      |       |
| CV             | 4  | Merel van Dongen            |       |
| LB             | 2  | Liza van der Most           |       |
| CM             | 20 | Nicky Van Den Abbeele       |       |
| CM             | 7  | Loïs Oudemast               | 69'   |
| CM             | 8  | Inessa Kaagman              | 89'   |
| RV             | 15 | Linda Bakker                | 90+6' |
| SP             | 11 | Marjolijn van den Bighelaar |       |
| LV             | 17 | Kelly Zeeman                |       |
| Wisselspelers: |    |                             |       |
| DV             | 22 | Elixabete Sarasola          |       |
| DV             | 23 | Marieke Ubachs              |       |
| VD             | 12 | Vita van der Linden         | 90+6' |
| MD             | 6  | Sisca Folkertsma            |       |
| MV             | 16 | Lucienne Reichardt          | 69'   |
| AV             | 19 | Antoinette Payne            |       |
| AV             | 18 | Soraya Verhoeve             | 89'   |
| Coach:         |    |                             |       |
| Benno Nihom    |    |                             |       |

| PSV              |    |                       |     |
|                  |    |                       |     |
| DV               | 1  | Angela Christ         |     |
| RB               | 14 | Aniek Nouwen          |     |
| CV               | 4  | Lucie Akkerman        |     |
| CV               | 3  | Maureen Sanders       | 45' |
| LB               | 17 | Kristina Erman        |     |
| CM               | 12 | Samantha Witteman     |     |
| CM               | 28 | Zsófia Rácz           | 84' |
| AM               | 19 | Jeslynn Kuipers       |     |
| RV               | 9  | Mauri van de Wetering | 61' |
| SP               | 11 | Vanity Lewerissa      |     |
| LV               | 7  | Nadia Coolen          |     |
| Wisselspelers:   |    |                       |     |
| DV               | 16 | Annarens Tijm         |     |
| VD               | –  | Onbekend              |     |
| VD               | –  | Onbekend              |     |
| MV               | –  | Onbekend              |     |
| MV               | 33 | Sofia Nati            | 84' |
| AV               | 21 | Kirsten Koopmans      | 45' |
| AV               | 20 | Vanessa Susanna       | 61' |
| Coach:           |    |                       |     |
| Nebojša Vuckovic |    |                       |     |

| KNVB Beker 2017/18 |
| ------------------ |
| AFC Ajax 3e titel  |

### Statistieken

#### Doelpuntenmakers
* Vanaf de 1/8 finales
| #  | Naam              | Club          | Goal |
| -- | ----------------- | ------------- | ---- |
| 1. | Inessa Kaagman    | AFC Ajax      | 4    |
| 2. | Vanity Lewerissa  | PSV           | 3    |
| 2. | Nadine Noordam    | ADO Den Haag  | 3    |
| 3. | Fenna Kalma       | sc Heerenveen | 2    |
| 3. | Chantal de Ridder | AFC Ajax      | 2    |

| #  | Naam                        | Club             | Goal |
| -- | --------------------------- | ---------------- | ---- |
| 4. | Lucie Akkerman              | PSV              | 1    |
| 4. | Marjolijn van den Bighelaar | AFC Ajax         | 1    |
| 4. | Sophie Cobussen             | Achilles '29     | 1    |
| 4. | Yvette Derks                | Achilles '29     | 1    |
| 4. | Samantha van Diemen         | CTO Amsterdam    | 1    |
| 4. | Anne-Fleur Duppen           | Jong VV Alkmaar  | 1    |
| 4. | Dana Foederer               | CTO Eindhoven    | 1    |
| 4. | Stefanie van der Gragt      | AFC Ajax         | 1    |
| 4. | Nathalie van den Heuvel     | sc Heerenveen    | 1    |
| 4. | Tiny Hoekstra               | sc Heerenveen    | 1    |
| 4. | Abby Holmes                 | PEC Zwolle       | 1    |
| 4. | Laura Kelderman             | SC Buitenveldert | 1    |

| #  | Naam                 | Club            | Goal |
| -- | -------------------- | --------------- | ---- |
| 4. | Sanne Koopman        | Jong VV Alkmaar | 1    |
| 4. | Jeslynn Kuipers      | PSV             | 1    |
| 4. | Isa van der Linden   | CTO Eindhoven   | 1    |
| 4. | Desiree van Lunteren | AFC Ajax        | 1    |
| 4. | Rachel van Netten    | Jong VV Alkmaar | 1    |
| 4. | Antoinette Payne     | AFC Ajax        | 1    |
| 4. | Marlous Pieëte       | AFC Ajax        | 1    |
| 4. | Zsofia Rácz          | PSV             | 1    |
| 4. | Laura Strik          | sc Heerenveen   | 1    |
| 4. | Vanessa Susanna      | PSV             | 1    |
| 4. | Nikita Tromp         | CTO Amsterdam   | 1    |
| 4. | Ashleigh van Weerden | FC Twente       | 1    |

| # | Naam           | Club           | Goal     |
| - | -------------- | -------------- | -------- |
| – | Kristina Erman | AFC Ajax       | 1 (e.d.) |
| – | Onbekend       | Achilles '29   | 3        |
| – | Onbekend       | CTO Eindhoven  | 2        |
| – | Onbekend       | ASV Wartburgia | 2        |
| – | Onbekend       | ADO Den Haag   | 1 (e.d.) |
| – | Onbekend       | DTS Ede        | 1        |
| – | Onbekend       | sc Heerenveen  | 1        |

#### Deelnemers per ronde
Het aantal deelnemers per divisie per ronde is:
| Deelnemerscategorie | Groepsfase | Tussenronde | 1e ronde  | 2e ronde  | Achtste finale | Kwartfinale | Halve finale | Finale     | Winnaar    |
| ------------------- | ---------- | ----------- | --------- | --------- | -------------- | ----------- | ------------ | ---------- | ---------- |
| Eredivisie          | 0bye       | 0bye        | 0bye      | 0bye      | 9 (56,3%)      | 5 (62,5%)   | 3 (75,0%)    | 2 (100,0%) | 1 (100,0%) |
| Topklasse           | 12 (13,6%) | 04 (12,5%)  | 9 (32,1%) | 7 (50,0%) | 4 (25,0%)      | 1 (12,5%)   | 0 0(0,0%)    | 0 0(0,0%)  | 0 0(0,0%)  |
| Hoofdklasse         | 24 (27,3%) | 15 (46,9%)  | 8 (28,7%) | 3 (21,4%) | 1 0(6,2%)      | 0 0(0,0%)   | 0 0(0,0%)    | 0 0(0,0%)  | 0 0(0,0%)  |
| Eerste klasse       | 50 (56,8%) | 13 (40,6%)  | 9 (31,1%) | 2 (14,3%) | 0 0(0,0%)      | 0 0(0,0%)   | 0 0(0,0%)    | 0 0(0,0%)  | 0 0(0,0%)  |
| CTO                 | 02 0(2,3%) | –           | 2 0(7,1%) | 2 (14,3%) | 2 (12,5%)      | 2 (25,0%)   | 1 (25,0%)    | 0 0(0,0%)  | 0 0(0,0%)  |
| Totaal              | 88         | 32          | 28        | 14        | 16             | 8           | 4            | 2          | 1          |

## Districtsbekers
Om de KNVB districtsbekers Categorie A streden dit jaar de Tweede- en Derdeklassers van dit seizoen, alsmede de Eersteklassers die in de poulefase van de KNVB Beker voor vrouwen werden uitgeschakeld. De zes districtsbekerwinnaars van dit seizoen waren ST Eenrum/Kloosterburen (Noord), VV Blauw Geel '55 (Oost), SV Saestum-2 (West I), RVVH-2 (West II), ST Sparta/JVOZ (Zuid I) en VV Nooit Gedacht (Zuid II).
| Datum               | Thuisclub            | Uitslag       | Uitclub              |
| Kwartfinale         | Kwartfinale          | Kwartfinale   | Kwartfinale          |
| ------------------- | -------------------- | ------------- | -------------------- |
| 24 februari         | VV Drenthina         | 0-8           | VV Helpman           |
| 24 februari         | VV Nieuw Roden       | 1-1 wns       | ACV                  |
| 24 februari         | VV Sint Annaparochie | 2-2 wns       | HZVV                 |
| 04 april            | Oranje Nassau G-2    | 3-3 wns       | ST EKC               |
| Halve finale        |                      |               |                      |
| 28 april            | VV Helpman           | 3-0           | VV Nieuw Roden       |
| 05 mei              | ST EKC               | 4-0           | VV Sint Annaparochie |
| Finale bij SC Joure |                      |               |                      |
| 02 juni             | ST EKC               | 0-0 wns (4-3) | VV Helpman           |

| Datum                          | Thuisclub         | Uitslag     | Uitclub           |
| Kwartfinale                    | Kwartfinale       | Kwartfinale | Kwartfinale       |
| ------------------------------ | ----------------- | ----------- | ----------------- |
| 07 februari                    | VDZ               | 6-1         | RKSV De Tukkers   |
| 24 februari                    | VV Berkum         | 3-2         | SC Hoevelaken     |
| 24 februari                    | S.V. Nieuwleusen  | 0-3         | VV Blauw Geel '55 |
| 01 maart                       | VV Eldenia-2      | 4-1         | DVC'26            |
| Halve finale                   |                   |             |                   |
| 25 april                       | VDZ               | 6-0         | VV Eldenia-2      |
| 05 mei                         | VV Berkum         | 1-2         | VV Blauw Geel '55 |
| Finale bij VV Blauw Geel '55 * |                   |             |                   |
| 30 mei                         | VV Blauw Geel '55 | 5-0         | VDZ               |

| Datum                    | Thuisclub        | Uitslag     | Uitclub          |
| Kwartfinale              | Kwartfinale      | Kwartfinale | Kwartfinale      |
| ------------------------ | ---------------- | ----------- | ---------------- |
| 03 maart                 | Sporting '70     | 0-2         | SV Saestum-2     |
| 03 maart                 | IJFC             | 2-0         | RKVV DSS-2       |
| 07 maart                 | VV Limmen        | 3-2         | WSV '30          |
| 14 maart                 | ASV Wartburgia-3 | 4-2         | SC 't Gooi       |
| Halve finale             |                  |             |                  |
| 05 mei                   | ASV Wartburgia-3 | 1-0         | IJFC             |
| 08 mei                   | SV Saestum-2     | 6-1         | VV Limmen        |
| Finale bij Legmeervogels |                  |             |                  |
| 02 juni                  | SV Saestum-2     | 3-1         | ASV Wartburgia-3 |

| Datum          | Thuisclub    | Uitslag     | Uitclub     |
| Kwartfinale    | Kwartfinale  | Kwartfinale | Kwartfinale |
| -------------- | ------------ | ----------- | ----------- |
| 03 februari    | BGC Floreant | 1-2         | VV Lyra     |
| 03 februari    | RVVH-2       | 3-2         | SC Monster  |
| 07 maart       | SV ARC       | 2-3         | VV SEP      |
| 07 maart       | VV Zuidland  | 2-2 wns     | Vv SSS-2    |
| Halve finale   |              |             |             |
| 28 april       | VV Lyra      | 1-1 wns     | VV SEP      |
| 05 mei         | Vv SSS-2     | 1-2         | RVVH-2      |
| Finale bij RCL |              |             |             |
| 02 juni        | RVVH-2       | 3-0         | VV SEP      |

| Datum                  | Thuisclub         | Uitslag     | Uitclub           |
| Kwartfinale            | Kwartfinale       | Kwartfinale | Kwartfinale       |
| ---------------------- | ----------------- | ----------- | ----------------- |
| 03 februari            | GJS               | 0-0 wns     | OJC Rosmalen      |
| 04 februari            | FC Eindhoven AV-2 | 4-0         | SC 't Zand        |
| 20 februari            | VV Bavel          | 1-2         | VV DSE            |
| 08 maart               | ST Sparta/JVOZ    | 3-1         | SV Smerdiek       |
| Halve finale           |                   |             |                   |
| 17 april               | VV DSE            | 0-2         | ST Sparta/JVOZ    |
| 24 april               | FC Eindhoven AV-2 | 3-1         | OJC Rosmalen      |
| Finale bij VV Internos |                   |             |                   |
| 10 mei                 | ST Sparta/JVOZ    | 2-1 nv      | FC Eindhoven AV-2 |

| Datum                   | Thuisclub        | Uitslag     | Uitclub     |
| Kwartfinale             | Kwartfinale      | Kwartfinale | Kwartfinale |
| ----------------------- | ---------------- | ----------- | ----------- |
| 28 januari              | VV Nooit Gedacht | 5-1         | VV Nijnsel  |
| 20 februari             | SV Leveroy       | 1-4         | UDI '19     |
| 20 februari             | HVCH             | 1-1 wns     | VV Keer     |
| 20 februari             | ZSV              | 2-1         | VV OVCS     |
| Halve finale            |                  |             |             |
| 24 april                | VV Nooit Gedacht | 3-2         | HVCH        |
| 24 april                | ZSV              | 1-4         | UDI '19     |
| Finale bij vv De Zwaluw |                  |             |             |
| 03 juni                 | VV Nooit Gedacht | 7-0         | UDI '19     |